# Бульвар Рокоссовского (станция метро)
«Бульва́р Рокоссо́вского» (до 8 июля 2014 года — «У́лица Подбе́льского») — станция Московского метрополитена, конечная северо-восточного радиуса Сокольнической линии, связана наземной пересадкой с одноименной станцией на Московском центральном кольце (МЦК). Расположена на территории районов Богородское и Метрогородок Восточного административного округа Москвы. Открыта 1 августа 1990 года в составе участка «Преображенская площадь» — «Улица Подбельского».

## История и происхождение названия
Станция открыта под названием «Улица Подбельского» 1 августа 1990 года в составе участка «Преображенская площадь» — «Улица Подбельского», после ввода в эксплуатацию которого в Московском метрополитене стало 143 станции. Была названа по улице Подбельского (ныне Ивантеевская, на перекрёстке этой улицы с 7-м проездом Подбельского расположен северный выход со станции). После переименования улицы, которая получила исходное название в честь партийного и государственного деятеля Вадима Николаевича Подбельского (1887—1920), название станции утратило географическую привязку, хотя имя Подбельского сохранилось до настоящего времени в названиях семи проездов, расположенных в том же районе. По решению Московской межведомственной комиссии по наименованию территориальных единиц, улиц, станций метрополитена, организаций и других объектов города станция «Улица Подбельского» 8 июля 2014 года в рамках подготовки к празднованию 70-летия Победы в Великой Отечественной войне была переименована в «Бульвар Рокоссовского». Станция фактически расположена в 550 метрах от бульвара Маршала Рокоссовского.

## Вестибюли и пересадки
Станция имеет два вестибюля: южный, с тремя выходами — на Открытое шоссе и Тюменский проезд и северный, с двумя выходами — на Ивантеевскую улицу и 7-й проезд Подбельского. На одном конце в северном подземном вестибюле имеется общая лестница, на другом конце в южном подземном вестибюле — эскалаторы и лестница.
10 сентября 2016 года открыта одноимённая станция Московского центрального кольца (МЦК), вход на которую находится в непосредственной близости от выхода № 3, южного вестибюля станции метрополитена.
| Южный подземный вестибюль Выход в город на Ивантеевскую улицу и Открытое шоссе, к Тюменскому проезду, Переход на станцию Бульвар Рокоссовского. | 1 путь    | ← к станции «Черкизовская» | Северный подземный вестибюль Выход в город на Ивантеевскую улицу и 7-й проезд Подбельского. |
| Южный подземный вестибюль Выход в город на Ивантеевскую улицу и Открытое шоссе, к Тюменскому проезду, Переход на станцию Бульвар Рокоссовского. | платформа |                            | Северный подземный вестибюль Выход в город на Ивантеевскую улицу и 7-й проезд Подбельского. |
| Южный подземный вестибюль Выход в город на Ивантеевскую улицу и Открытое шоссе, к Тюменскому проезду, Переход на станцию Бульвар Рокоссовского. | 2 путь    | Посадки нет →              | Северный подземный вестибюль Выход в город на Ивантеевскую улицу и 7-й проезд Подбельского. |

## Подземные сооружения
Конструкция станции — колонная трёхпролётная мелкого заложения (глубина заложения — 8 м). Сооружена по типовому проекту из сборного железобетона с опорой на «стену в грунте». На станции два ряда по 26 железобетонных колонн. Шаг колонн 6,5 м.
Колонны облицованы белым мрамором, путевые стены — металлическими полосами, из которых выложен геометрический орнамент; цоколь стен покрыт тёмным гранитом. Пол выложен светло-серым гранитом с полосами из чёрного и красного мрамора.

## Путевое развитие
За станцией расположен 6-стрелочный оборотный тупик. В средних тупиках (3 и 4 ст. пути) организован ПТО. Перед станцией расположен пошёрстный съезд.

## Перспективы
С июля 2024 года инсайдеры авторитетного форума «Наш транспорт», ссылаясь на Генплан, озвучивали впоследствии получившие официальное подтверждение планы по продлению линии за «Бульвар Рокоссовского» до Ярославского шоссе из двух станций — «МГСУ» и «Холмогорская», впоследствии получившая название «Ярославская»; предполагаемая длина перегона составит 5 км, в связи с чем также  ожидается строительство эвакуационного выхода примерно в районе станции Московского центрального кольца «Белокаменная», поскольку перегон будет аналогичен перегону, находящемуся между станциями «Крылатское» и «Строгино» на Арбатско-Покровской линии с эвакуационным выходом в виде технической платформы «Троице-Лыково», требующейся для протяжённых участков пути между станциями: перегон «Крылатское» — «Строгино» является самым длинным в московском метро — 6,6 км, время поездки по нему составляет 7 минут. Информацию о планах по строительству участка «Бульвар Рокоссовского» — «Ярославская» вскоре также подтвердили инсайдеры «Развитие метрополитена и транспорта в Москве» (РМТМ). В октябре 2024 года за «Бульваром Рокоссовского» велась геологоразведка, а 6 июня 2025 года было объявлено о начале разработки проекта планировки территории перспективного продления линии.

## Галерея
| - Центральный зал станции. 15 февраля 2009 - Посадочная платформа. 19 сентября 2009 - Путевая стена до смены названия. 31 июля 2014 - Путевая стена после смены названия. 28 августа 2014 - Указатель выхода в город и перехода на МЦК. 5 февраля 2017 - Наземный вестибюль. 9 марта 2025 |

## Наземный общественный транспорт
На этой станции можно пересесть на следующие маршруты городского пассажирского транспорта:
- Автобусы: 3, 265, 311, 327, 680, 682
- Трамваи: 4, 7, 13, 36, 46

## Станция в цифрах
- Код станции — 001[источник не указан 800 дней].
- В марте 2002 года пассажиропоток составлял: по входу — 42,8 тысячи человек, по выходу — 45,1 тысячи человек[17].
- Таблица времени прохождения первого поезда через станцию[18]:

| По чётным числам                 | Будние дни | Выходные дни |
| По нечётным числам               | Будние дни | Выходные дни |
| В сторону станции «Черкизовская» | 05:40:00   | 05:40:00     |
| В сторону станции «Черкизовская» | 05:40:00   | 05:40:00     |